# Jens Sørensen
Jens Sørensen   (Copenhaguen, 4 d'abril de 1941 - 21 de novembre de 2020) va ser ciclista danès, que es va especialitzar en el ciclisme en pista. Va participar en els Jocs Olímpics de Roma.
Era el pare del també ciclista Rolf Sørensen.